# Tenisz az 1896. évi nyári olimpiai játékokon
Az 1896. évi nyári olimpiai játékokon a teniszben két versenyszámban avattak olimpiai bajnokot. Ezen az olimpián női teniszezők még nem indulhattak. A versenyeken hat ország tizenhárom sportolója vett részt. A lebonyolítás rendje szerint egyesben a harmadik helyet nem döntötték el külön mérkőzéssel, az elődöntő mindkét vesztese bronzérmet kapott. A versenyeket április 8. és 11. között rendezték.

## Éremtáblázat
A táblázatban a rendező ország csapata és a magyar csapat eltérő háttérszínnel, az egyes számoszlopok legmagasabb értéke vagy értékei vastagítással kiemelve.
| Az 1896. évi nyári olimpiai játékok éremtáblázata teniszben | Az 1896. évi nyári olimpiai játékok éremtáblázata teniszben | Az 1896. évi nyári olimpiai játékok éremtáblázata teniszben | Az 1896. évi nyári olimpiai játékok éremtáblázata teniszben | Az 1896. évi nyári olimpiai játékok éremtáblázata teniszben | Olimpia  |
| ----------------------------------------------------------- | ----------------------------------------------------------- | ----------------------------------------------------------- | ----------------------------------------------------------- | ----------------------------------------------------------- | -------- |
|                                                             | Ország                                                      | Arany                                                       | Ezüst                                                       | Bronz                                                       | Összesen |
| 1.                                                          | Nemzetközi Csapat (ZZX)                                     | 1                                                           | 1                                                           | 1                                                           | 3        |
| 2.                                                          | Nagy-Britannia (GBR)                                        | 1                                                           | 0                                                           | 0                                                           | 1        |
| 3.                                                          | Görögország (GRE)                                           | 0                                                           | 1                                                           | 1                                                           | 2        |
| 4.                                                          | Magyarország (HUN)                                          | 0                                                           | 0                                                           | 1                                                           | 1        |
|                                                             |                                                             |                                                             |                                                             |                                                             |          |
| Összesen                                                    | Összesen                                                    | 2                                                           | 2                                                           | 3                                                           | 7        |

Franciaországnak is indult versenyzője, de ő érmet nem nyert. Ausztráliának és Németországnak is indultak versenyzői, és érmet is nyertek, azonban ezt a Nemzetközi Csapat színeiben szerezték.

## Érmesek
Ezeket az érmeket a Nemzetközi Olimpiai Bizottság utólag ítélte oda, mivel akkor egy ezüstérmet adtak a győztesnek, és a többi helyezettet nem díjazták.
| Az 1896. évi nyári olimpiai játékok érmesei teniszben | | | |
| Versenyszám                                           | Arany                                                                                                 | Ezüst | Bronz                                                                                               |
| Egyes                                                 | John Pius Boland · Nagy-Britannia (GBR)                                                               | Dimitrios Kasdaglis · Görögország (GRE)                                                                        | Konsztandínosz Paszpátisz · Görögország (GRE)                                                       |
| Egyes                                                 | John Pius Boland · Nagy-Britannia (GBR)                                                               | Dimitrios Kasdaglis · Görögország (GRE)                                                                        | Tapavicza Momcsilló · Magyarország (HUN)                                                            |
| Páros                                                 | Nemzetközi Csapat (ZZX) John Pius Boland · Nagy-Britannia (GBR) · Friedrich Traun · Németország (GER) | Nemzetközi Csapat (ZZX) Dimítriosz Petrokókinosz · Görögország (GRE) · Dimitrios Kasdaglis · Görögország (GRE) | Nemzetközi Csapat (ZZX) Edwin Flack · Ausztrália (AUS) · George S. Robertson · Nagy-Britannia (GBR) |

## Magyar szereplés
A magyar színeket teniszben egy magyar versenyző képviselte.
- Tapavicza Momcsilló a férfi egyesben indult és bronzérmet szerzett. Ezen kívül még birkózásban és súlyemelésben is indult.